# Ruszki (Mazovie)
Ruszki  [ˈruʂki] est un village polonais de la gmina de Młodzieszyn dans le powiat de Sochaczew et dans la voïvodie de Mazovie.
Il se situe à environ 5 kilomètres au sud-ouest de Młodzieszyn, à 7 kilomètres au nord-ouest de Sochaczew et à 58 kilomètres à l'ouest de Varsovie.
Sa population est de 333 habitants en 2006.